# Max O. Lorenz
Max Otto Lorenz (19 de setembre de 1876 a Burlington, Iowa - † 1 de juliol de 1959 a Sunnyvale, Califòrnia) va ser un economista nord-americà que va desenvolupar el concepte conegut com a corba de Lorenz el 1905 per tal de descriure les desigualtats de les rendes. Va publicar aquest concepte mentre era doctorand a la Universitat de Wisconsin-Madison. La seva tesi doctoral, publicada el 1906, es titulà Teoria econòmica de les tarifes ferroviàries i no feia cap referència al que potser és el seu concepte més famós.
La seva carrera va ser molt prolífica, tant en publicacions com en docència, sent consultat i treballador en diverses ocasions de l'Oficina del Cens dels Estats Units (equivalent a l'INE d'Espanya) i altres institucions nord-americanes d'informació estadística.
Va ser pare de tres fills amb la seva dona Nellie: Fred, Roger i Julian Lorenz.
El terme corba de Lorenz sembla haver estat emprat per primera vegada el 1912 al llibre de text The Elements of Statistical Method.